# Ronneby Folkteater
För andra betydelser, se Folkteatern.
Ronneby Folkteater är en teatergrupp med verksamhet på Ronneby Teater, Gångbrogatan 1 i Ronneby. Föreningen startades 2010 och har femtiotalet aktiva medlemmar. Det folkliga skrattet är Folkteaterns konstnärliga ledstjärna, sprungen ur Blekinges frigruppstradition med rötter från UDG-teatern, från det sena 1980-talet, och Teater Hialös, från det tidiga 1990-talet. Arbetsformen är community- teaterns. Teatern sätter huvudsakligen upp nyskriven dramatik med lokal anknytning. Sommartid spelar man ofta också stora friluftsföreställningar, såsom det historiska Spelet om Ronneby Blodbad.